# Krško
Krško é um município da Eslovênia. A sede do município fica na localidade de mesmo nome, nas margens do rio Sava. Actualmente Krško é conhecida por albergar a única central nuclear eslovena. O município tem cerca de 25 795 habitantes (estimativa 2010).